# تجربه دینی
تجربهٔ دینی، تجربهٔ مذهبی، تجربهٔ معنوی، یا تجربهٔ قدسی یک تجربهٔ کیفی ذهنی که در چهارچوب مذهبی تفسیر می‌شود. این مفهوم در قرن ۱۹ام برای دفاع در برابر گسترش خردگرایی در غرب تدوین شد و ویلیام جیمز این مفهوم را مشهور ساخت.
بسیاری از ادیان و مذاهب تجربهٔ دینی را حاصل الهام‌های خدایی می‌دانند و نه اموری طبیعی. این تجربه‌ها نتیجهٔ تعامل با خدا یا خدایان یا تماس با امور فراطبیعی —که انسان‌ها در حالت عادی از آنها آگاه نیستند— دانسته می‌شوند.
دانشمندان تجربهٔ دینی را یک خاصیت تکامل یافتهٔ مغز انسان می‌دانند که با مطالعات علمی قابل بررسی است. مشترکات و تفاوت‌های تجربه‌های دینی دانشمندان را قادر به طبقه‌بندی آن‌ها برای مطالعهٔ دانشورانه کرده‌است.